# 鹿沼藩
鹿沼藩（かぬまはん）は、下野国都賀郡鹿沼（現在の栃木県鹿沼市周辺）を居所として、江戸時代前期から中期にかけて存在した藩。徳川家光側近の朽木稙綱が立藩し、次いで内田氏が3代約75年続いた。内田氏が1724年に去ったことをもって廃藩となった。
立藩の時期については複数の解釈がある。朽木氏以前に阿部氏が鹿沼を居所としたという説があり、阿部氏の藩についても「鹿沼藩」として扱われることがある。

## 歴史

### 前史
戦国期、鹿沼の地には壬生氏が進出し、壬生義雄は壬生城から鹿沼城に本拠を移した。小田原合戦時に壬生氏は北条氏に属しており、天正18年（1590年）に豊臣秀吉は壬生氏から没収した領地を結城秀康に与えた。結城氏が越前に移ったのち、鹿沼領は幕府領となった。

### 阿部家と鹿沼

#### 阿部正次の「鹿沼藩」
慶長15年（1610年）、武蔵国鳩ヶ谷などで1万石の領主（鳩ヶ谷藩主）であった阿部正次は、鹿沼領で5000石を加増された。正次は鹿沼陣屋（押原西町陣屋）を築いた。飛び地領支配のための陣屋ともされるが、居所を鹿沼に移したとみなし、鹿沼藩の立藩とする見方もある。元和2年（1616年）、正次は大坂の陣での功績を理由として都賀郡内で7000石（西方藩旧領の一部）を加増され、合計2万2000石となった。
元和3年（1617年）、正次は8000石を加増の上で上総国大多喜藩に移った。下野国の領地は収公された。

#### 阿部重次の「鹿沼藩」
正次の子の阿部重次は、部屋住み（家督未相続）の身ながら徳川家光に仕え、側近「六人衆」（のちの若年寄）の一人に数えられていた。寛永12年（1635年）、阿部重次は鹿沼領で1万石の加増を受け、従前の近江国浅井郡内3000石と合わせ、1万3000石の大名となった。『角川日本地名大辞典』は、これをもって「鹿沼藩」の立藩とする。
寛永15年（1638年）、武蔵国岩槻藩8万6000石の藩主であるとともに大坂城代を務めていた阿部正次は、摂津国の領地3万石を残し、関東に所在する領地を子の重次と孫の正令（政澄の子）に分与した。この際に重次は、関東の封地のうち4万6000石を分与され、岩槻を居城とした。重次は従前の自身の所領である鹿沼領など1万3000石もそのまま知行しており、合計5万9000石を領する岩槻藩主になったとみなされる。『角川日本地名大辞典』は、これにより「鹿沼藩」が廃藩されたとする。
鹿沼領の一部は、天和元年（1681年）まで岩槻藩阿部家領の飛び地であった。

### 朽木稙綱の時代
朽木稙綱は、近江国高島郡朽木谷の旧族・朽木氏の一族で、朽木元綱の三男である。稙綱は徳川家光の側近となり、寛永12年（1635年）に六人衆（若年寄）に任命された。朽木稙綱は鹿沼領の領主となり、鹿沼藩を立藩するが、どの時点をもって「立藩」と見るかについてはさまざまな記述がある。
寛永13年（1636年）、御小姓組番頭で六人衆の一人であった朽木稙綱は、加増を受けて1万石の大名となった。ただし『寛政譜』ではこの当時の稙綱の知行地の分布がはっきりしない。「朽木藩」の立藩という見解があるが、『鹿沼市史』によればこの際に鹿沼も領地となったといい、「鹿沼藩」の立藩とする見解もある。その後、寛永16年（1639年）に1万石を加増され、合計2万石となった。
正保4年（1647年）、稙綱は下野国鹿沼において5000石が加増された。『日本史広辞典』や『角川日本地名大辞典』では、この時点で鹿沼藩が立藩したとする。
慶安元年（1648年）、稙綱は初めて領地入りの暇を与えられた。同年4月、家光が日光を参詣した際に稙綱も同道しており、日光からの帰路で家光は鹿沼を通行している。
慶安2年（1649年）2月、稙綱は5000石を加増の上で常陸国土浦藩に移された。

### 内田家の時代
慶安2年（1649年）8月、内田正信が鹿沼に就封した。正信も家光の近臣で、相模国・下総国・常陸国などで1万石を領していたが、下野国都賀・安蘇郡内で5000石を加増されて合計1万5000石を知行することになり、鹿沼を居所を定めた。慶安4年（1651年）、徳川家光の死去を受け、正信は殉死した。
正信の跡は内田正衆が7歳で継いだ。寛文3年（1663年）、4代将軍徳川家綱の日光東照宮参社に際し、陣屋の敷地に将軍の道中接待のための御成御殿を造営した。この御殿は将軍の道中の帰路、休憩に使われたが、その後は一度も使用されていない。
なお、元禄3年（1690年）頃に成立した『土芥寇讎記』には、内田正衆の居所を「下総之内小見川」と記している。下総国香取郡小見川村は寛永16年（1639年）以来内田家の所領であり、元禄元年（1688年）には小見川に陣屋が築かれている。
元禄12年（1699年）、正衆が死去し、子の内田正偏が跡を継いだ。正偏が相続した際に、2人の叔父（内田正長・久世正広）に分知を行っており、鹿沼藩は1万3000石となった。
享保9年（1724年）10月29日、正偏は「狂気」により妻女を傷つけた罪を咎められて蟄居処分となった。長男の内田正親が家督を継ぐことが認められたが、3000石を減封され、所領は下総国香取郡・下野国都賀郡内で1万石となった。この際に鹿沼も収公されたため、内田正親は下総国小見川を居所とした。これにより、内田家は下総国小見川藩1万石に移封されたと見なされ、鹿沼藩は廃藩となった。

## 歴代藩主

### 朽木家
譜代。2万5000石。
1. 稙綱

### 内田家
譜代。1万5000石。
1. 正信
2. 正衆
3. 正偏
4. 正親

## 領地

### 鹿沼の町と陣屋
鹿沼の町は壬生通り（日光街道壬生通）の宿場町でもある（壬生通りはこの区間で日光例幣使街道と重複しており、鹿沼は例幣使街道の宿場とも表現される）。郷村としては「押原村」と呼ばれていたが、宿場町として発達すると「鹿沼町」「鹿沼宿」とも呼ばれるようになっていった。江戸時代には領主・代官の地方支配では「押原村」、道中奉行の支配する宿場町としては「鹿沼宿」と、一つの町（村）を呼び分けていた。
慶長15年（1610年）、阿部正次が鹿沼領5000石を知行した際に、押原村（鹿沼宿）に鹿沼陣屋（押原西町陣屋、現在の鹿沼市立中央小学校敷地）が築かれた。飛び地領支配のための陣屋ともされるが、居所を鹿沼に移したとみなし、鹿沼藩の立藩とする見方もある。元和3年（1617年）に正次が大多喜に移封されると、下野国の領地は収公された。
その後寛永12年（1635年）に阿部重次が鹿沼領内で1万石を加増されるが、押原村（鹿沼宿）はすべてが阿部重次の知行となったわけではなく、幕府領との相給であり、重次は新たに押原東町陣屋を置いた。寛永13年（1636年）、朽木稙綱（「六人衆」の一人）が鹿沼領で加増され、押原村（鹿沼宿）は阿部重次と朽木稙綱の相給となった。朽木家（鹿沼藩）は正次が築いた鹿沼陣屋（押原西町陣屋）を拠点とした。